# 道の駅さとみ
道の駅さとみ（みちのえき さとみ）は、茨城県常陸太田市にある国道349号の道の駅である。

## 概要
旧里美村の申請により登録された。

## 施設
施設や街灯は、1991年（平成3年）にブルガリア人美術家のクリストによる「アンブレラ・プロジェクト」が里美村（当時）で行われたことにちなみ、そのモチーフ「傘」をデザインコンセプトとしている。
- 駐車場（普通車15台、大型車7台、身体障害者用2台）
- トイレ（男7、女5、身体障害者用1）
- 公衆電話
- 特産品販売所
  - 休憩スペース
  - 食堂
- 里美牧場ソフトクリーム

## アクセス
- 国道349号 - 登録路線
  - 国道461号

## 周辺
- 里美郵便局
- 滝不動（茨城県）